# Regierung Van den Brande I
Die Regierung Van den Brande I war die fünfte flämische Regierung. Sie amtierte vom 21. Januar 1992 bis zum 30. Januar 1992. Die Christliche Volkspartei (CVP) stellte den Vorsitzenden der Exekutive und leitete vier Ministerien, die Sozialistischen Partei (SP) stellte den stellvertretenden Vorsitzenden der Exekutive und leitete drei Ministerien.
Die Wahlen am 24. November 1991 führten zu Verlusten der CVP und starken Gewinnen des rechtsextremen Vlaams Blok (VB). Die geltende Regelung sah vor, dass die flämische Regierung proportional zur Stärke der Parteien im flämischen Rat zu besetzen sei. Die Partei für Freiheit und Fortschritt (PVV), die Volksunion (VU) und der Vlaams Blok lehnten eine Regierungsbeteiligung ab. Die Regierung Geens IV trat am 7. Januar 1992 zurück, am 21. Januar wurde die neue CVP-SP-Regierung unter Leitung von Luc Van den Brande von flämischen Rat gewählt. Nachdem die Volksunion einwilligte, der Regierung beizutreten, wurde am 30. Januar Johan Sauwens (VU) als Minister vereidigt, damit begann die Regierung Van den Brande II.

## Zusammensetzung
Dem Kabinett gehörten folgende Personen an:
| Amt | Name                      | Partei | Beginn der Amtszeit | Ende der Amtszeit |
| --- | ------------------------- | ------ | ------------------- | ----------------- |
| Vorsitzender der Exekutive und Gemeinschaftsminister für Wirtschaft, kleine und mittlere Unternehmen, Energie und Außenbeziehungen | Luc Van den Brande        | CVP    | 21. Januar 1992     | 30. Januar 1992   |
| stellvertretender Vorsitzender der Exekutive und Gemeinschaftsminister für Umwelt, Wohnungen und Wissenschaft                      | Norbert De Batselier      | SP     | 21. Januar 1992     | 30. Januar 1992   |
| Gemeinschaftsminister für öffentliche Arbeiten, Verkehr und Raumordnung                                                            | Theo Kelchtermans         | CVP    | 21. Januar 1992     | 30. Januar 1992   |
| Gemeinschaftsminister für Kultur und Brüsseler Angelegenheiten                                                                     | Hugo Weckx                | CVP    | 21. Januar 1992     | 30. Januar 1992   |
| Gemeinschaftsminister für Bildung und den Öffentlichen Dienst                                                                      | Luc Van den Bossche       | SP     | 21. Januar 1992     | 30. Januar 1992   |
| Gemeinschaftsministerin für Arbeit und Gesundheit                                                                                  | Leona Detiège             | SP     | 21. Januar 1992     | 30. Januar 1992   |
| Gemeinschaftsministerin für Finanzen und Haushalt, innere Angelegenheiten, Soziales und Familien                                   | Wivina Demeester-De Meyer | CVP    | 21. Januar 1992     | 30. Januar 1992   |